# WebCore
 (janvier 2021).
Si vous disposez d'ouvrages ou d'articles de référence ou si vous connaissez des sites web de qualité traitant du thème abordé ici, merci de compléter l'article en donnant les références utiles à sa vérifiabilité et en les liant à la section « Notes et références ».
WebCore est un framework développé par Apple, et distribué sous la licence GNU LGPL, afin de fournir un moteur de rendu HTML pour Mac OS X. C'est un des deux composants primaires du framework WebKit (l'autre étant JavaScriptCore).
WebCore combine le moteur de rendu open source KHTML développé par le projet KDE, avec une bibliothèque d'adaptation appelée KWQ (prononcer Quack).  Apple a créé l'adaptateur KWQ pour remplacer les dépendances du code de KHTML liées à Qt et aux autres modules KDE. KWQ intègre également une interface de programmation (API) Objective-C  au moteur de rendu KHTML basé sur C++, ce qui lui permet d'être référencé facilement par les applications bâties avec Cocoa.
Apple a annoncé WebCore le 7 janvier 2003 à la Macworld Expo avec le lancement du navigateur web Safari. Plus tard dans la journée, les développeurs ont publié leurs changements à la bibliothèque KHTML au projet KDE . Puis en juin 2005, Apple a donné accès à leur dépôt CVS (maintenant, Subversion) de code source et à la base de données de bug Bugzilla, sa nature précédemment fermée devenant un obstacle pour fusionner les changements de WebCore à nouveau dans KHTML.
Depuis, un grand nombre de projets a été réalisé à partir de la bibliothèque WebCore, en la portant sur d'autres plate-formes comme Nokia mobile ou des bibliothèques GNUstep multiplates-formes, ou en l'adoptant pour l'utilisation dans leur propre navigateur comme OmniWeb le navigateur de Omni Group. Epiphany, le navigateur du projet GNOME, pourrait aussi supporter ce moteur.
Bien que les développeurs Mac puissent utiliser WebCore pour incorporer un moteur de rendu HTML dans leurs applications, Apple recommande l'utilisation de WebKit, qui est inclus par défaut depuis Mac OS X 10.2.7 et suivants et pour lesquels les interfaces sont stables.

## Applications basées sur WebCore
- iWeb — Logiciel de création de sites web développé par Apple et inclus dans iLife'06.
- Mail — Le logiciel de courrier de Mac OS X.
- OmniWeb — Un navigateur web produit par Omni Group pour Mac OS X.
- RapidWeaver — Un logiciel de création de sites web simples d'utilisation et respectant les standards W3C.
- Safari - Navigateur web propriétaire d'Apple.
- Sandvox — Un logiciel de création de sites web simple d'utilisation et respectant les standards W3C.
- Shiira — Un navigateur libre dont le but est de combler les lacunes de Safari.